# Vonófej
A vonófej egy olyan különleges kialakítású mozdony, amelynek csak az egyik végén található vezetőállás, a szerelvényhez kapcsolódó vége általában a zárt motorvonatokon alkalmazott különleges vonókészülékkel van felszerelve, a járműszekrény ezen a végen a hozzákapcsolt járművel azonos formára van kiképezve. A vonófej a motorvonatok szerves részét képezi. Gyakran van benne kialakítva utasok számára ülőhely vagy poggyásztér. Alkalmazhatósága kisebb, mint a hagyományos mozdonynak, mert gyakran a saját betétkocsijaival alkot egy önálló vasúti szerelvényt, így más vonatok vontatására nem alkalmas.
Szinte az összes nagysebességű vonat vonófejeket használ, gyakran mindkét végén.
Egy példa erre az amerikai Acela Express, melyet az Amtrak üzemeltet. Minden Acela szerelvény hat betétkocsiból és két vonófejből áll.

## Érdekességek
- Az ICE 1 vonófejét a DB 120-as sorozatból fejlesztették ki.
- Közel azonos vonófejet használ a TGV Duplex és a Thalys PBKA.

## Galéria

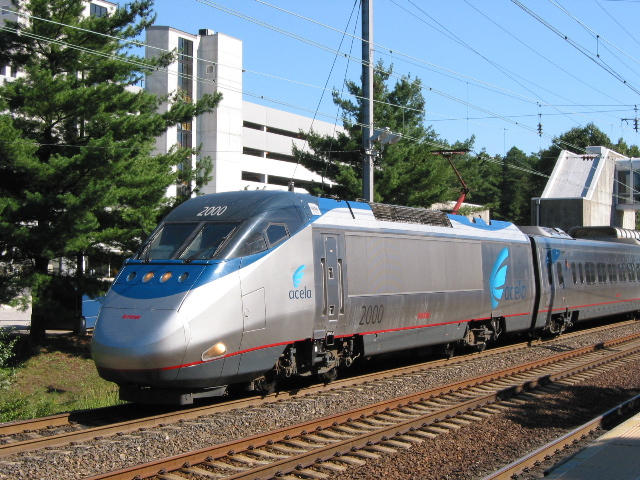
Az Acela Express vonófeje
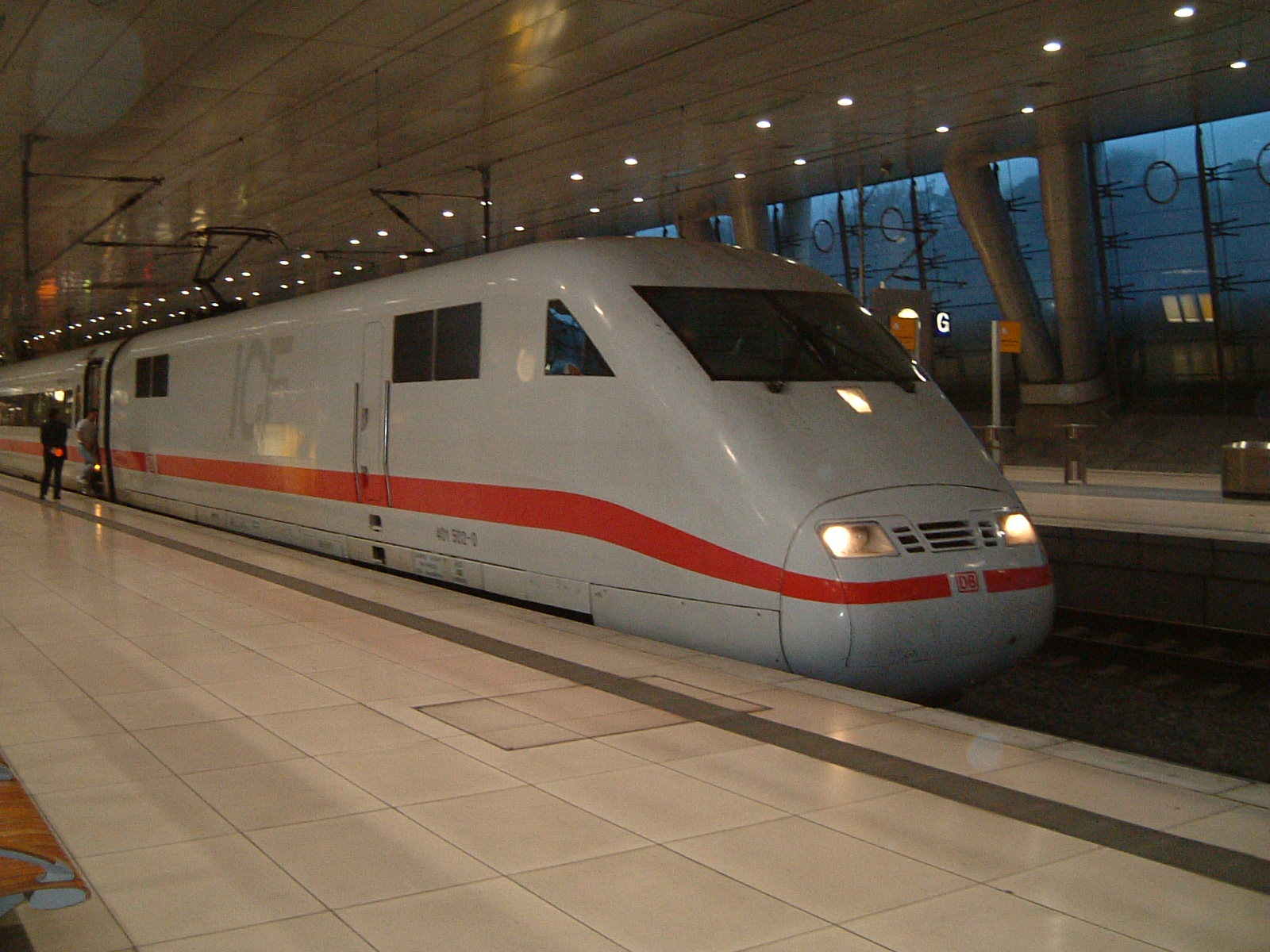
ICE 1 vonófej
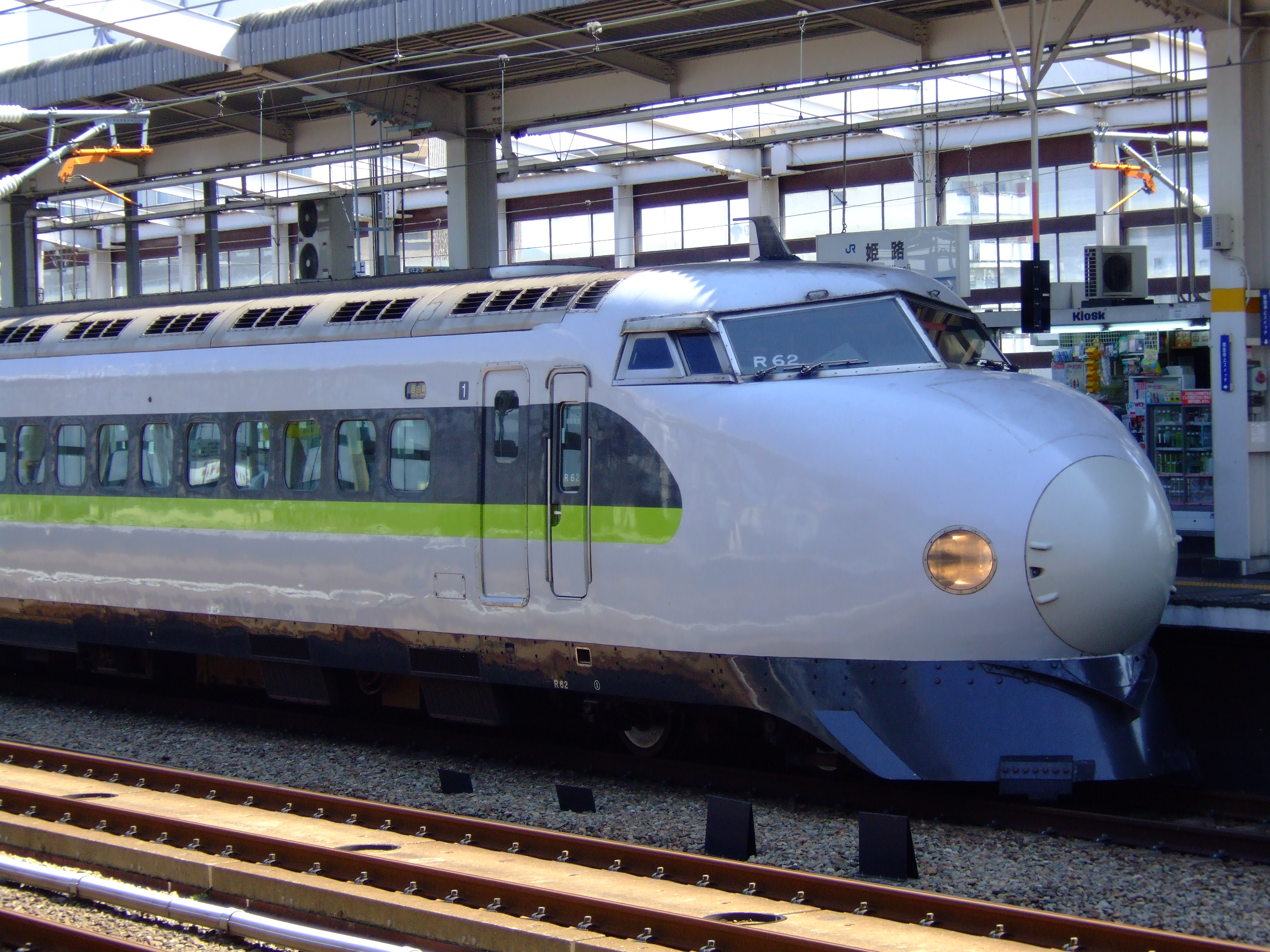
A Sinkanszen 0-s sorozat vonófeje
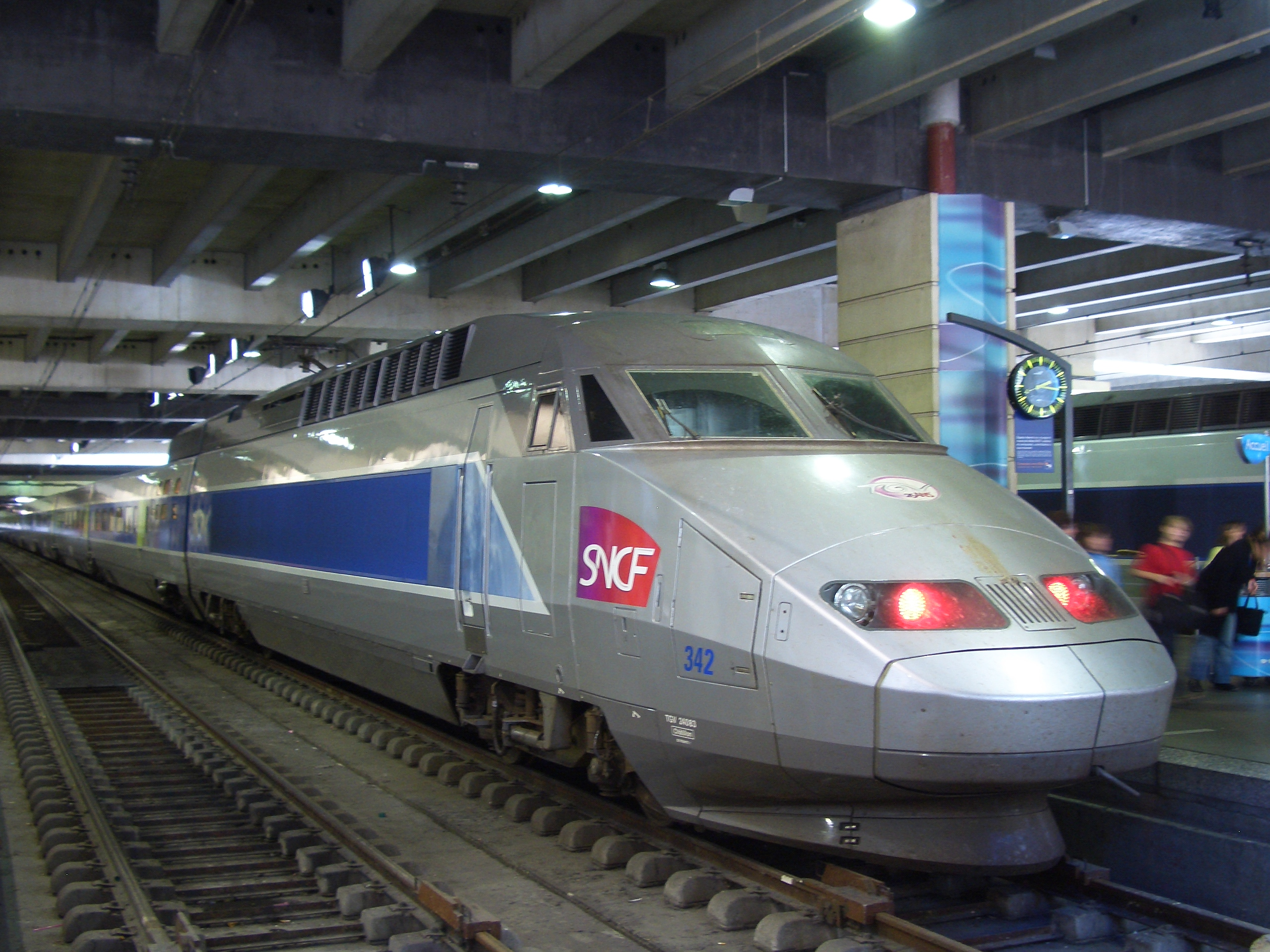
TGV Atlantique vonófeje
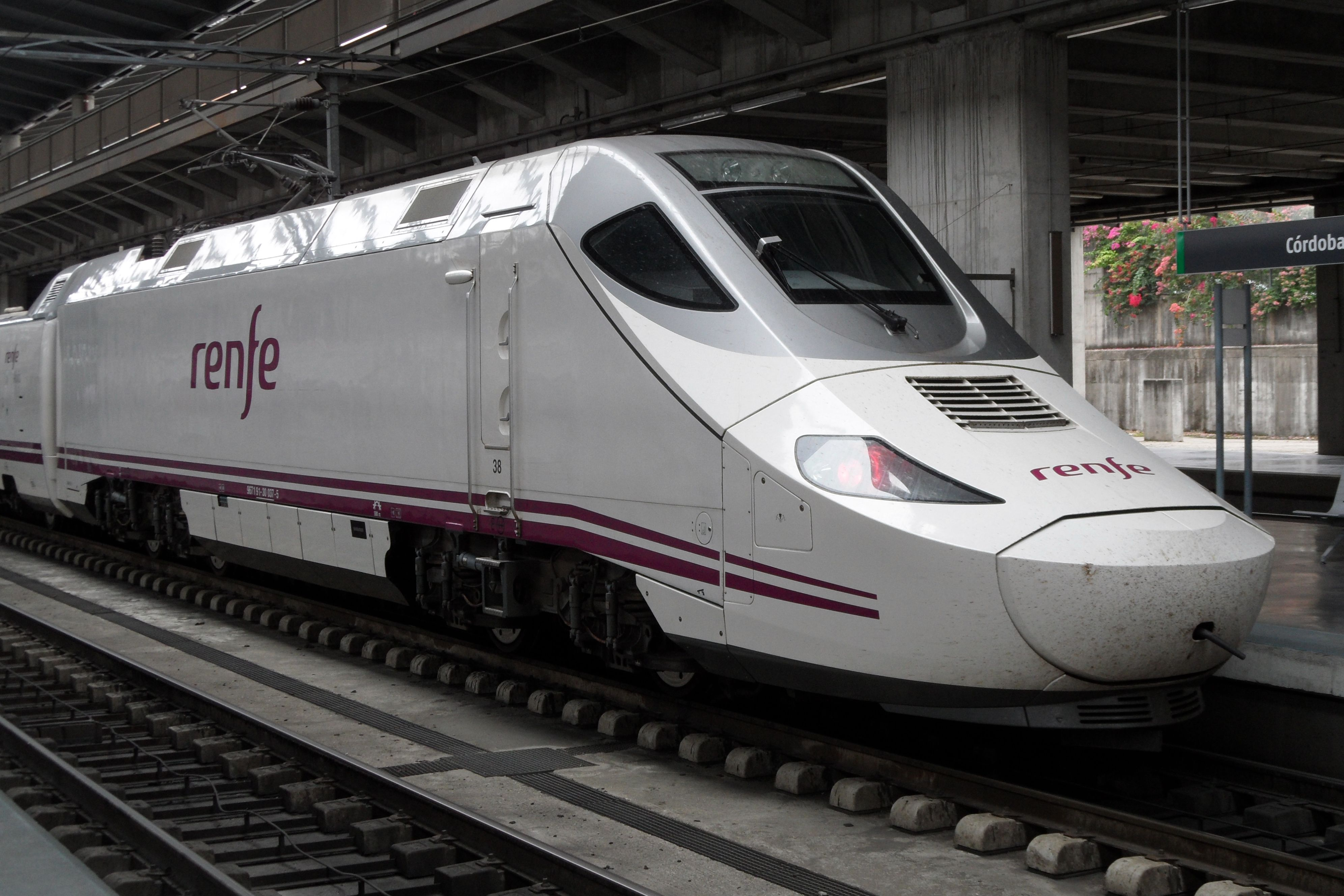
RENFE 130 sorozat vonófeje